# Heinrich Rettig (Maler)

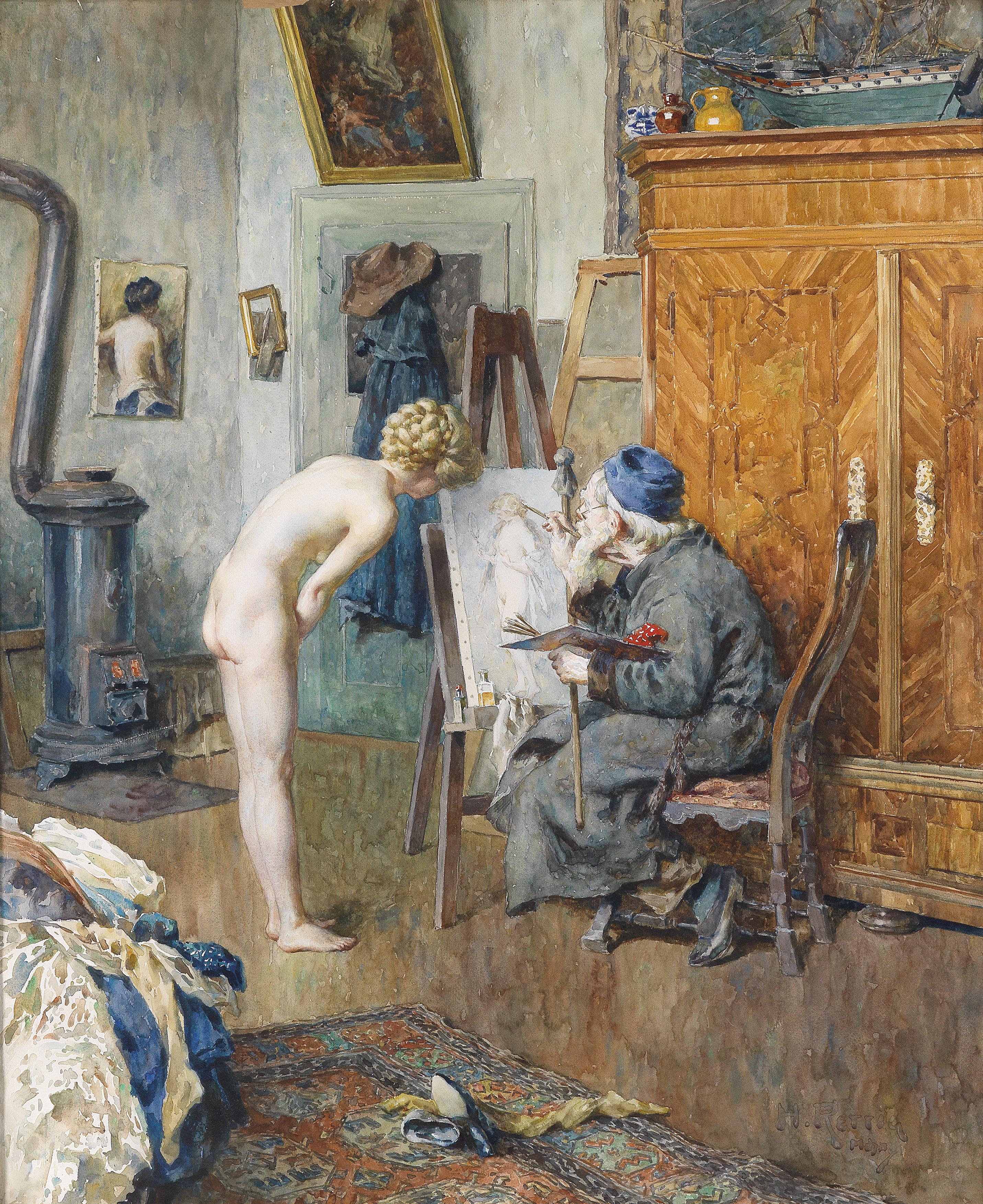
Im Atelier, Aquarell

Heinrich Rettig (* 30. Mai 1859 in Breslau, Provinz Schlesien; † 4. Dezember 1921 in München) war ein deutscher Landschafts-, Architektur-, Genre- und Porträtmaler sowie Illustrator.

## Leben

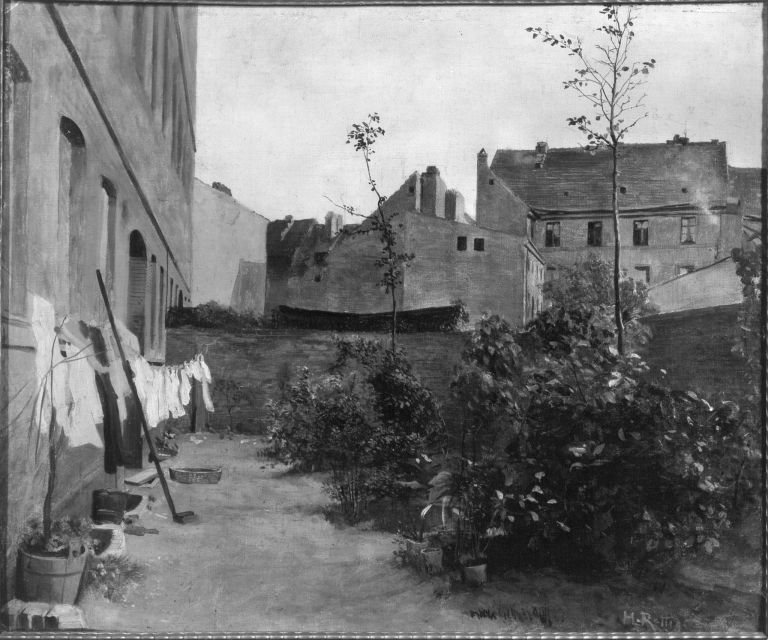
Vorstadthof, Öl auf Leinwand, zwischen 1880 und 1885, Neue Pinakothek (Schwarz-Weiß-Wiedergabe des Originals)

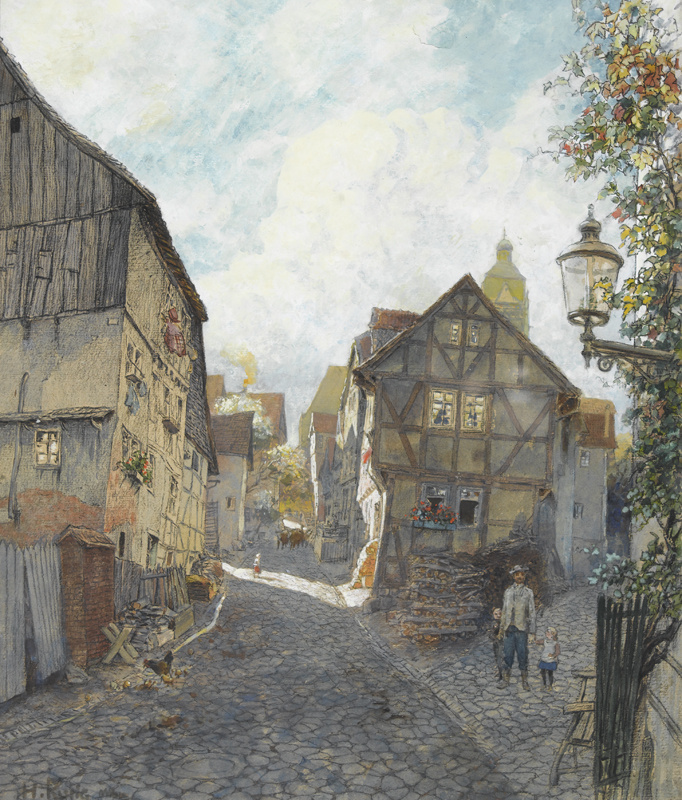
Ranzengasse in Wildungen, Arbeit in Mischtechnik

Rettig wurde als Sohn des Kaufmanns Jakob Rettig und dessen Ehefrau Ida, geborene Steinlein, in Breslau geboren. Dort absolvierte er Ostern 1879 das Abitur am Maria-Magdalenen-Gymnasium. In Berlin besuchte er danach zuerst die Bauakademie, wechselte bald aber an die Kunstakademie und studierte bei Paul Thumann, Otto Knille und Ernst Hildebrand fünf Jahre Malerei. Unter dem Spitznamen „Baron“ war er Mitglied der studentischen Vereinigung Tartarus in Düsseldorf, ohne dort an der Kunstakademie eingeschrieben zu sein. Seit etwa 1885 lebte er in München, wo er 1890 die Landschafts- und Figurenmalerin Ida von Clesius heiratete und regelmäßig auf Ausstellungen im Glaspalast vertreten war. Auf der Münchner Internationalen Kunstausstellung des Jahres 1897 errang er für das Aquarell Die Alte die „Kleine Goldene Medaille“. Rettig war Mitglied der Münchner Künstlergenossenschaft, der Vereinigung „Die 48“ und des Ausstellerverbands Münchener Künstler. Rettig gab Aquarellkurse für Damen. Eine Privatschülerin war Ida Paulin. Vor dem Ersten Weltkrieg unternahm er eine Studienreise nach Venedig. 1920 malte er auf Hiddensee.
In der ersten Hälfte der 1880er Jahre schuf er unter dem Titel Vorstadthof die naturalistische Darstellung eines tristen Berliner Vorstadt-Hinterhofs, ein Ölgemälde, das 1916 aus Privatbesitz von den Bayerische Staatsgemäldesammlungen erworben wurde und sich in der Sammlung der Neuen Pinakothek befindet. Hauptsächlich malte er jedoch Aquarelle. Durch Genremotive, oft mit Frauendarstellungen, erhielt er den Ruf, ein „Physiognomiker und Seelenmaler“ sowie ein „Meister in der Stoffbehandlung“ zu sein. Auch betätigte er sich als Illustrator, etwa für die Zeitschrift Die Gartenlaube (1891) und für den Lyrik-Prachtband Liebe und Leben von Friedrich von Bodenstedt, der 1892 in Leipzig erschien.